# David A. Green
David A. Green es un astrónomo británico que actualmente trabaja en el observatorio de radioastronomía Mullard de la Universidad de Cambridge. Está especializado en el estudio de los remanentes de supernova, donde mantiene un catálogo censando las remanentes identificadas como tales en la Vía Láctea (ver enlaces externos). Ha publicado más de un centenar de artículos en revistas científicas con comité de lectura. También publicó una obra de referencias sobre las supernovas históricas en colaboración con F. Richard Stephenson.